# فرانز هيلر
فرانز هيلر (بالألمانية: Franz Hiller)‏ (22 أكتوبر 1950 بميونخ في ألمانيا - ) هو لاعب كرة قدم ألماني في مركز الوسط. لعب مع فيردر بريمن وميونخ 1860 ونادي إلتشي ونوردشتيرن بازل.

## وصلات خارجية
- فرانز هيلر على موقع قاعدة بيانات كرة القدم.إي يو (الإنجليزية)
- فرانز هيلر على موقع بيانات كرة القدم. دي إي (الألمانية)
- فرانز هيلر على موقع عالم كرة القدم.نت (الإنجليزية)